# Ranunculus breyninus
Ranunculus breyninus (syn. Ranunculus oreophilus M.Bieb.) — вид квіткових рослин з родини жовтецевих (Ranunculaceae).

## Біоморфологічна характеристика
Багаторічна трав'яниста кореневищна рослина 5–30 см заввишки. Стебло запушене, прямовисне, ± нерозгалужене. Прикореневе листя волохате, на довгих ніжках; пластина спочатку ланцетоподібна, ± округла в обрисі, 3-роздільна. Частки листків широколанцетні, великозубчасті. Стеблові листки сидячі, 2–5-роздільні, часточки вузьколанцетні. Квітки чашоподібні, 1.2–3 см у діаметрі; пелюстки 8–15 мм, ± розрізані, спочатку світлі, пізніше темно-жовті. Плоди 2.3–3.2 × 2.1–2.5 мм, від жовто-зелених до коричневих, по краю не окаймлені, з добре помітним, гачкоподібно зігнутим носиком. 2n=16.

## Поширення
Поширення: Албанія, Австрія, Ліхтенштейн, Болгарія, Корсика, Словаччина, Франція, Німеччина, Іран, Італія, Крим, Північний Кавказ, Польща, Румунія, Швейцарія, Азербайджан, Вірменія, Грузія, Туреччина, Україна, Боснія і Герцеговина, Чорногорія, Македонія, Сербія, Словенія.
В Україні вид росте на яйлах — у Криму.